# Regglberg

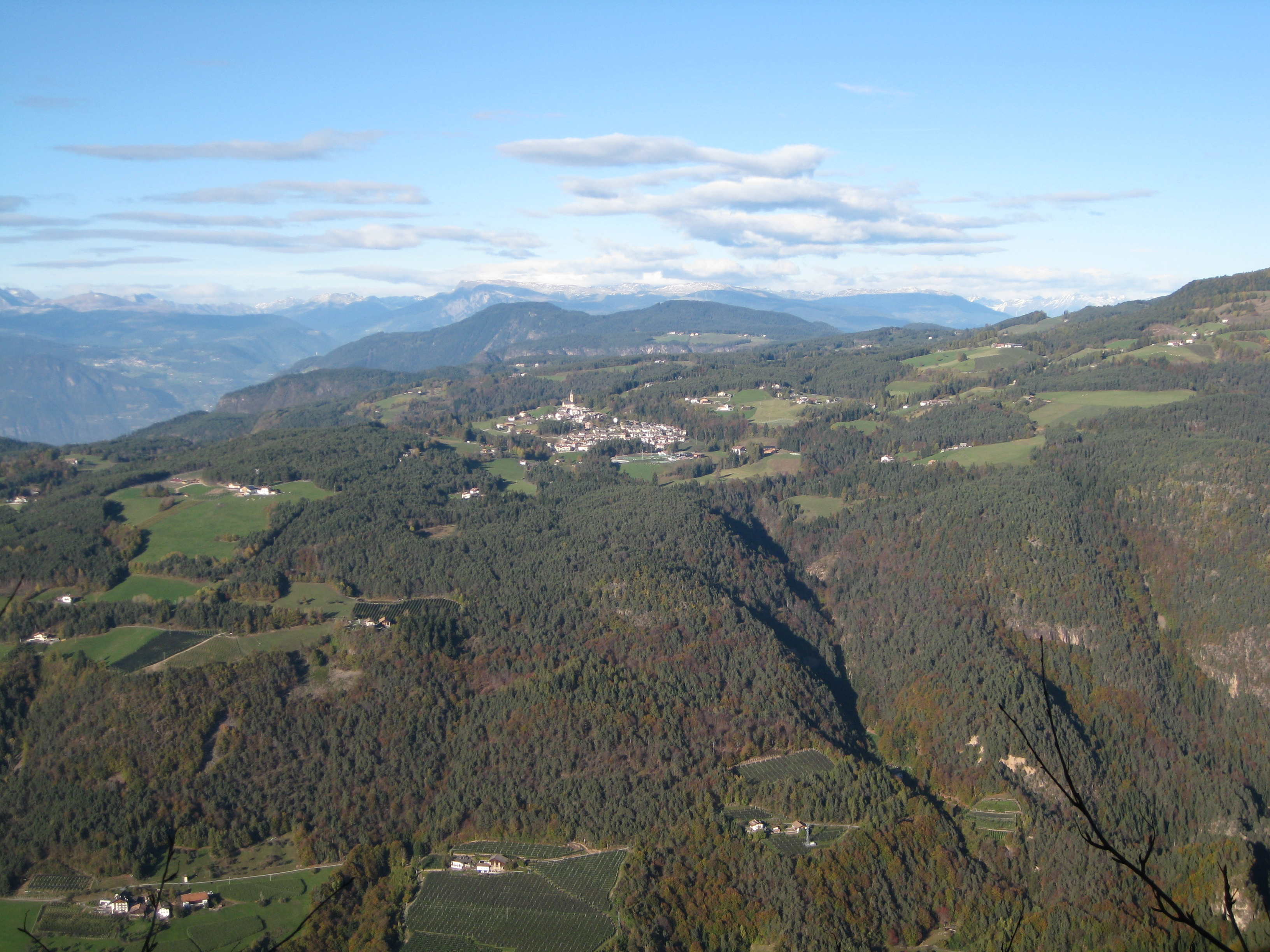
Blick von Süden auf das Hochplateau des Regglbergs mit dem Dorf Aldein

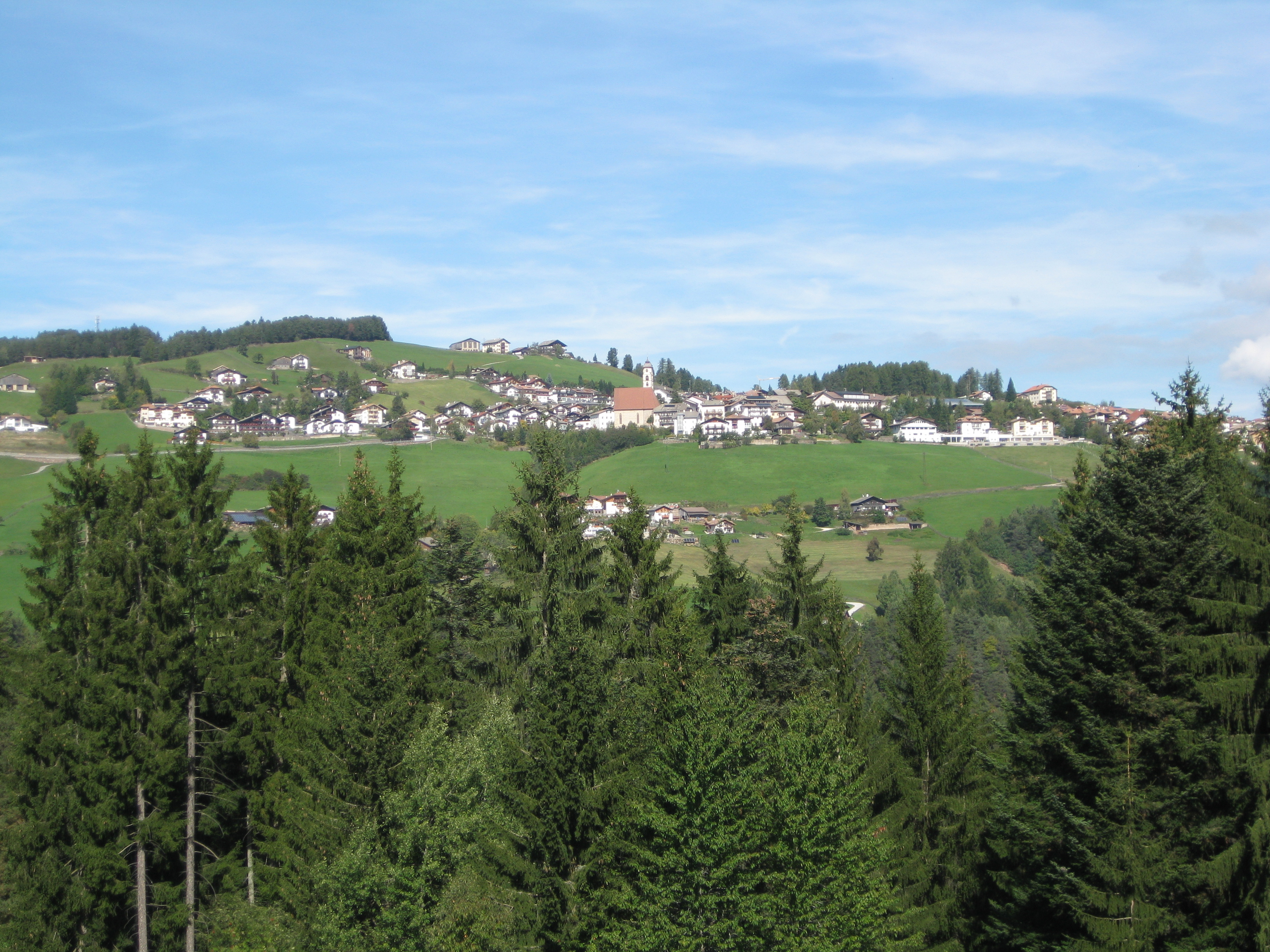
Blick auf Deutschnofen

Der Regglberg oder Reggelberg ist ein durch Hügelkuppen und Täler vielfach gegliederter Bergrücken im Südosten Südtirols in Italien. Er wird zu den Fleimstaler Alpen gezählt. Im Westen wird er vom Etschtal bzw. Unterland begrenzt, im Osten vom Eggental, im Norden vom Bozner Talkessel und dem Ausgang des Eisacktals. Im Südwesten fällt er ins Holental ab, im Südosten wird er vom Weißhorn und Zanggen überragt. Die Höhe des Bergrückens variiert zwischen etwa 1000 m s.l.m. und 1800 m. Der Großteil des Regglbergs mit fast allen Siedlungen und Gehöften gehört zu den Gemeinden Aldein und Deutschnofen. Allein am Nord- bzw. Westende des Bergrückens liegen Kampenn, Kohlern, Seit und Breitenberg auf den Gemeindegebieten von Bozen bzw. Leifers.

## Name
Den Namen Reggl bzw. Regglberg und Regglberger, den ein Artikelschreiber im Tiroler Boten von 1821 mit Reckelberg und Reckelberger wiedergibt, aber nicht zu deuten wusste, bringt Johann Baptist Schöpf in seinem Tirolischen Idiotikon mit norddeutsch Reckel in Zusammenhang, einem Wort, das einen groben, ungeschliffenen Menschen bezeichnet.
Der Sprachwissenschaftler Egon Kühebacher weist jedoch auf die Riegeleinteilung in Deutschnofen hin, die sich übrigens auch für Aldein nachweisen lässt, und auf das aus der lateinischen Verwaltungssprache stammende Wort regulae, das einen Gebietsteil bezeichnete und als Regl/Riegel eingedeutscht wurde. 1459 ist für den Bergrücken auch die Bezeichnung ‚Aldeiner Berg‘ (mons Aldeni) urkundlich bezeugt.

## Geologie

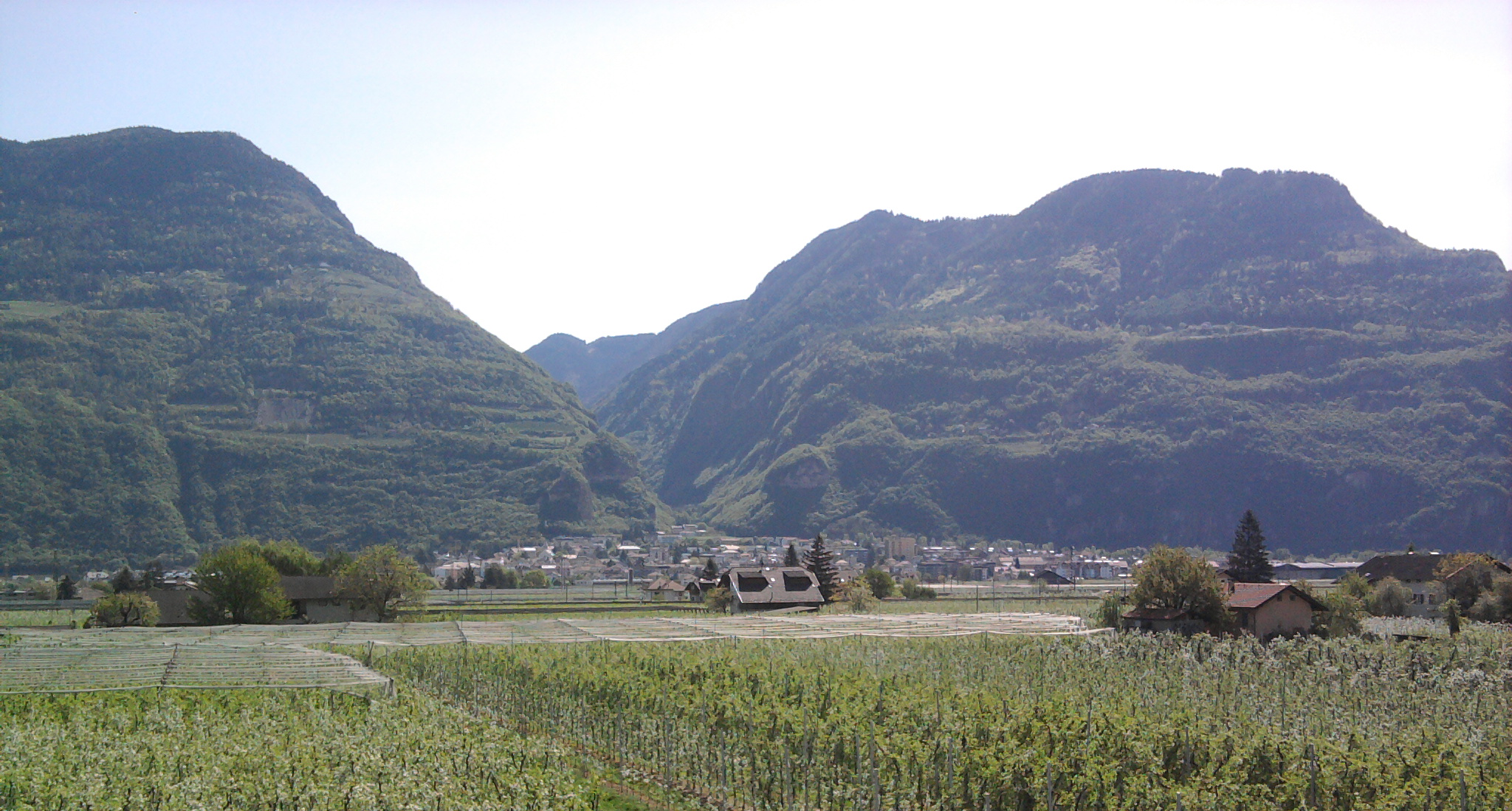
Blick vom Unterland bei Leifers auf den Regglberg mit dem Brantental

Der Regglberg gehört zusammen mit dem Ritten und dem Tschögglberg zu den größtenteils aus der Etschtaler Vulkanit-Gruppe (Bozner Quarzporphyr) aufgebauten mittelgebirgigen Höhenzügen in der Gegend um Bozen. Dieser Porphyrtyp besteht aus Quarz, Feldspat (Orthoklas) und Glimmer (Biotit), die mengenmäßig in einem unterschiedlichen Verhältnis vorkommen können.
Die bis über 1000 m mächtige Vulkanit-Platte zeigt wegen ihrer Bruchstellen nicht mehr ihre ursprüngliche Form. So liegt z. B. im Siedlungsgebiet von Deutschnofen und in jenem von Eggen – zwischen der Ortschaft Eggen und dem Weiler Rauth – ihre obere Grenzfläche ca. 500 Meter unter jener der Umgebung. Hier erreicht sie im Mittel die Meereshöhe von 1200 Metern, während sie am Kohlerer Berg (Titschen, 1616 m), am Laabberg (1640 m), Liegberg (1750 m), in Weißenstein (1520 m) und am Samberg in Eggen (1597 m) gleichsam als Umfriedung jäh ansteigt.
Die bedeutendsten Täler am Regglberg sind das Brantental, das durch den Brantenbach nach Leifers hin entwässert wird, und im Süden die rund 400 Meter tiefe Schlucht des am Weißhorn entspringenden Bletterbachs.